# Honoré Conti

a Compétitions nationales et continentales officielles uniquement.

b Matchs officiels uniquement.
Honoré Conti, né le 24 septembre 1936 à Albi, est un joueur de rugby à XIII international français évoluant au poste de pilier dans les années 1950 et 1960.
Il joue près de dix ans au sein du club du RC Albigeois où il a une part active dans le succès de ce club avec deux titres de 1958 et 1962, et une finale perdue en 1960. Il est entouré en première ligne albigeoise d'André Vadon et Marcel Bescos.
Fort de ses performances en club, il côtoie l'équipe de France et compte cinq sélections entre 1959 et 1963 affrontant l'Australie, la Grande-Bretagne et le pays de Galles.

## Biographie

### Palmarès
- Collectif
  - Vainqueur du Championnat de France : 1958 et 1962 (Albi).
  - Finaliste du Championnat de France : 1960 (Albi).

### Détails en sélection
| 1. | 20 décembre 1959 | Australie       | 2-17  | Test-match | Pilier | - | - | - | - |
| 2. | 20 janvier 1960  | Australie       | 8-16  | Test-match | Pilier | - | - | - | - |
| 3. | 2 décembre 1962  | Grande-Bretagne | 17-12 | Test-match | Pilier | - | - | - | - |
| 4. | 17 février 1963  | Pays de Galles  | 23-3  | Test-match | Pilier | - | - | - | - |
| 5. | 3 avril 1963     | Grande-Bretagne | 4-42  | Test-match | Pilier | - | - | - | - |